# Mota Olle i grind
Mota Olle i grind är ett svenskt idiomatiskt uttryck med betydelsen att stoppa någon/något innan det gått för långt. "Olle" är ett äldre namn för tjur  . En tjur som tänker fly från sin hage bör man mota i grinden så att han inte kommer ut.
Engelsk motsvarighet: Nip it in the bud